# 沙巴拟刀角瓢虫
沙巴拟刀角瓢虫（学名：Serangiella sababensis）是瓢虫科拟刀角瓢虫属的一种昆虫。原产于中国云南西双版纳，是热带、亚热带地区粉虱的天敌。

## 形态
沙巴拟刀角瓢虫的卵呈光滑短椭圆形。幼虫为纺锤形，有9节腹节，腹末有一足突。背部有黑色刚毛。触角1对，单眼3个。蛹为裸蛹，白色椭圆形。随时间由白色逐渐变为黑色，然后脱皮羽化。
成虫黄色。复眼黑色，触角刀角状。

## 生活史
沙巴拟刀角瓢虫属完全变态。交配后产卵。卵单产，多产于叶片背面。